# Далсланд
Далсланд (на шведски: Dalsland) е историческа провинция в Южна Швеция. Тя граничи на запад с Норвегия, на северозапад с Бухуслен, на север и североизток с Вермланд и на югоизток и юг с Вестерйотланд. На изток се намира езерото Венерн, а на запад проливът Йоресун я разделя от датския остров Шеланд.

## История
Латинското име на Далсланд е Dalia и все още може да бъде срещнато на места. В Далсланд има 5000 известни паметници от древността.

## География
Далсланд често е наричана „езерната провинция на Швеция“ и заради красотата си е наречена „Швеция в миниатюра“ от принц Ойген, херцог на Нерке и брат на крал Густав V. В нея има езера на изток, гъсти гори на северозападните височини, равнини и само един по-голям град, Омол.
Платото Кропефел (Kroppefjäll) е обявено за природен резерват.

## Административно деление
Много години основната част на Далсланд е северната част на бившата Елвсборгска област (Älvsborgs län), но след обединението с Гьотеборгска и Бохуска област (Göteborgs och Bohus län) и по-голямата част от Скараборска област (Skaraborgs län) на 31 декември 1998, е в Западно-Йоталандска област.
Общините в Далсланд продължават да използват името на провинцията, за да разграничат историята и културата си от останалата част от западна Швеция. По отношение на културата Далсланд е свързана с Вермланд, както и с Вестерйотланд и Бохюслен.